# Patrice Halgand
Patrice Halgand (né le 2 mars 1974 à Saint-Nazaire en Loire-Atlantique) est un coureur cycliste français des années 1990-2000.

## Biographie
Patrice Halgand est connu pour être un bon grimpeur, une de ses victoires notables est la 10e étape du Tour de France 2002.
Il est reconnu, comme ses coéquipiers Laurent Lefèvre et Christophe Bassons, pour son refus du dopage.

## Occupations
L'ancien coureur du Crédit agricole est notamment devenu testeur de vélos de courses dans la rubrique "l'essai du mois" du mensuel Vélo Magazine.

## Palmarès et résultats

### Palmarès amateur
- 1993
  - 2e du Grand Prix du Faucigny
- 1994
  -  Champion de France de cyclo-cross espoirs
  - Champion du Dauphiné-Savoie sur route
  - Circuit de la Vallée du Bédat
  - Ronde du Bugey
  - Tour du Grand-Bornand :
    - Classement général
    - Deux étapes
- 1995
  -  Champion de France de cyclo-cross espoirs
  -  Champion de France militaires sur route
  - Circuit de la Vallée du Bédat
  - Paris-Saint-Quentin
  - Tour du Charolais
  - Bol d'Air creusois
  - 3e des Boucles guégonnaises

### Palmarès professionnel
| - 1996 - 3e du championnat de France de cyclo-cross - 3e de la Flèche ardennaise - 1997 - Étoile de Bessèges : - Classement général - 1re étape - Tour du Chili : - Classement général - 6eb étape - 1999 - À travers le Morbihan - 2000 - Coupe de France - À travers le Morbihan - Trophée des grimpeurs - 5e étape du Regio-Tour - Classement général du Tour du Limousin - 3e étape de la Route du Sud - 2e du Circuit de l'Aulne - 2e de la Prueba Villafranca de Ordizia - 3e de la Route du Sud - 2001 - Boucles de l'Aulne - 2e étape du Critérium international - Regio-Tour : - Classement général - 1re et 4e étapes - 2e du Grand Prix de Plouay - 3e du Tour de Vendée - 3e du Trophée Melinda | - 2002 - Tour du Limousin : - Classement général - 1re étape - 10e étape du Tour de France - 4e étape du Critérium du Dauphiné libéré - 1re étape des Quatre Jours de Dunkerque - 3e du championnat de France sur route - 2003 - 3e du championnat de France sur route - 2005 - 4e étape de la Route du Sud - 2e du Grand Prix de Lugano - 9e de Tirreno-Adriatico - 2006 - 4e étape du Tour de l'Ain - 4e étape de la Route du Sud - 2007 - 4e étape du Tour de l'Ain - 3e du championnat de France sur route - 2008 - 5e étape du Tour de Wallonie |  |

### Résultats sur les grands tours

#### Tour de France
7 participations
- 2001 : 55e
- 2002 : 52e, vainqueur de la 10e étape
- 2003 : 40e
- 2004 : 39e
- 2005 : 52e
- 2006 : 48e
- 2007 : 30e

#### Tour d'Italie
4 participations
- 1997 : abandon (7e étape)
- 2005 : 23e
- 2006 : 14e
- 2007 : abandon (6e étape)

#### Tour d'Espagne
2 participations
- 2000 : 48e
- 2008 : non-partant (15e étape)

### Classements mondiaux
Patrice Halgand obtient son meilleur résultat en 2001 en se classant au 44e rang final en fin d'année.
| Année              | 1995 | 1996 | 1997 | 1998 | 1999 | 2000 | 2001 | 2002 | 2003 | 2004 | 2005 | 2006 | 2007 | 2008 |
| ------------------ | ---- | ---- | ---- | ---- | ---- | ---- | ---- | ---- | ---- | ---- | ---- | ---- | ---- | ---- |
| Classement UCI     | 630e | 461e | 131e | 739e | 483e | 46e  | 44e  | 68e  | 71e  | 424e |      |      |      |      |
| Classement ProTour |      |      |      |      |      |      |      |      |      |      | 139e | 116e | nc   | nc   |